# روبي دوبري
روبي دوبري (بالإنجليزية: Robbie Dupree)‏ هو ملحن ومغني ومغن مؤلف أمريكي، ولد في 23 ديسمبر 1946 في بروكلين في الولايات المتحدة.

## وصلات خارجية
- روبي دوبري على موقع IMDb (الإنجليزية)
- روبي دوبري على موقع ميوزك برينز (الإنجليزية)
- روبي دوبري على موقع أول ميوزيك (الإنجليزية)
- روبي دوبري على موقع ديسكوغز (الإنجليزية)